# Calzaturificio Giuseppe Borri
Il Calzaturificio Giuseppe Borri fu un'azienda calzaturiera fondata nel 1892 a Busto Arsizio dall'omonimo industriale Giuseppe Borri.

## Storia

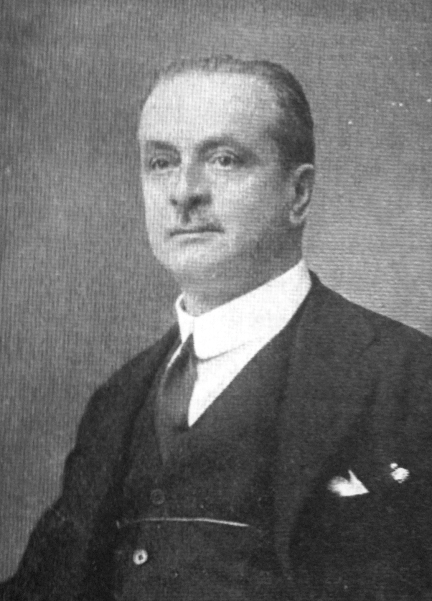
Giuseppe Borri, fondatore del calzaturificio

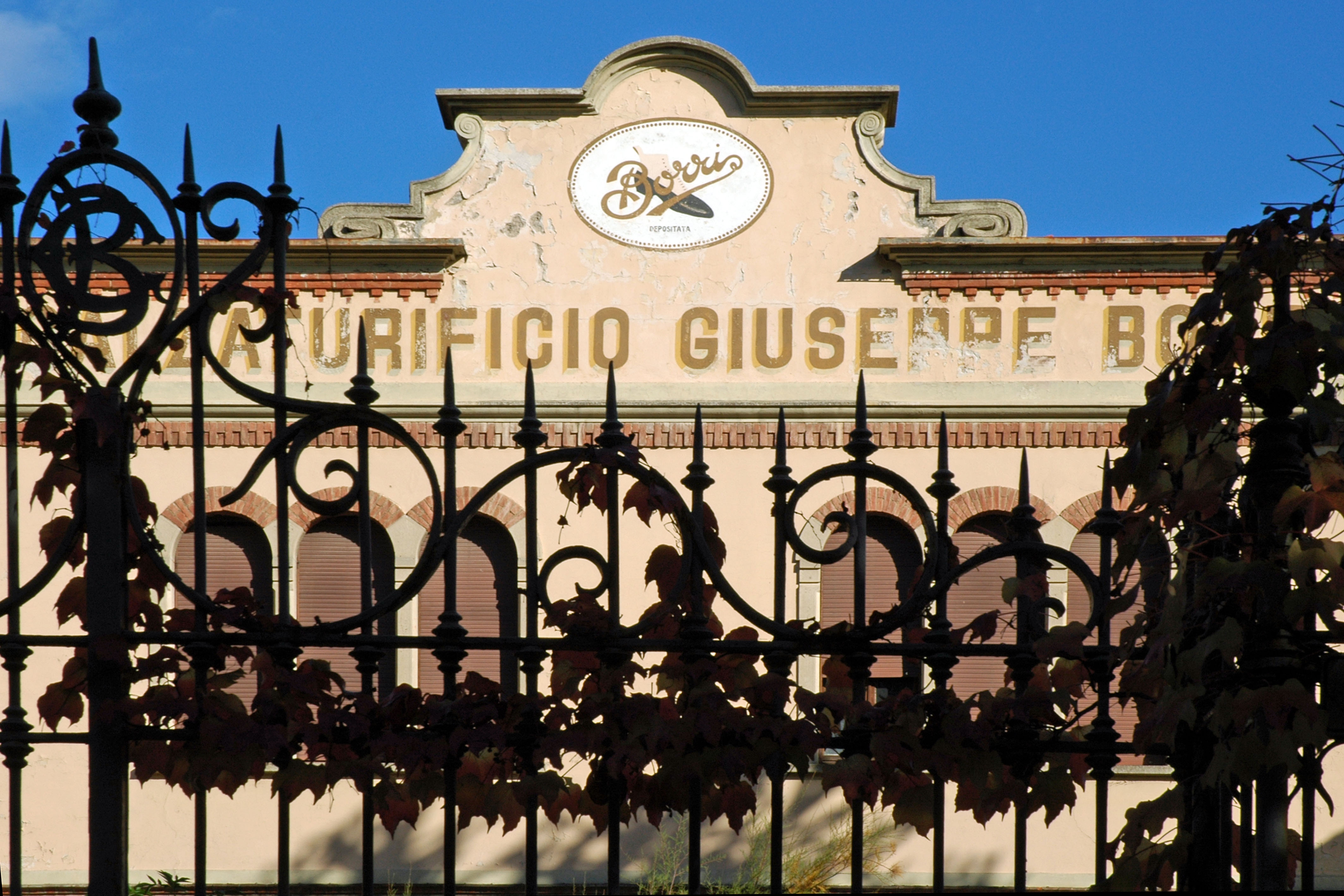
Facciata dell'ex calzaturificio, con il logo dell'azienda

Fondato alla fine del XIX secolo, fu il primo calzaturificio ad impiegare macchinari per l'intera produzione di calzature, fino ad allora lavorate, del tutto o in parte, a mano. Queste macchine erano inizialmente di origine tedesca, sostituite successivamente da quelle americane le quali permisero l'introduzione del sistema Goodyear, scoperto da Borri in occasione dell'Esposizione Universale di Parigi nel 1900.
Nel 1901 prese vita la Calzatura Sempione, marca frutto del sodalizio tra Giuseppe Borri e il calzaturiere alessandrino Oreste Vitale. Tale sodalizio proseguì fino agli inizi degli anni 1920, quando i due calzaturieri tornarono ad operare indipendentemente l'uno dall'altro tornando ad utilizzare ciascuno il proprio nome.
Nel 1906 l'azienda partecipò all'Esposizione Internazionale di Milano. All'epoca oltre al Borri c'erano solo quattro calzaturifici che producevano le scarpe con un sistema interamente meccanico: uno a Varese, uno a Milano, uno a Torino e uno a Napoli. Nei mesi dell'esposizione il Calzaturificio Borri, al quale era stata affidata la rappresentanza della società americana produttrice dei macchinari, trasferì la sua produzione al padiglione del lavoro in modo da poter mostrare l'intero ciclo di produzione della calzature ai visitatori.
All'inizio del Novecento il Borri produceva 500 paia di scarpe al giorno e aveva circa 200 tra operai e impiegati. In seguito all'Esposizione di Milano Giuseppe Borri poté avviare nuovi ampliamenti allo stabilimento di Busto Arsizio e la capacità produttiva raggiunse le 1000/1200 paia di scarpe giornaliere.
Durante il sodalizio Borri-Vitale l'azienda produceva scarpe per bambini con il marchio Pinocchio. Dopo la separazione, a partire dagli anni 1920, il Calzaturificio Borri cambiò il nome in Piuma. La promozione di questo marchio era molto all'avanguardia per l'epoca e utilizzò diversi strumenti quali la partecipazione a fiere, le affissioni e la sponsorizzazione di eventi legati al mondo dell'infanzia.
Dopo la morte di Giuseppe Borri, avvenuta il 15 dicembre 1926, la guida del calzaturificio passò ai figli, in particolare ad Ambrogio Borri. Con lui l'azienda si avvicinò molto alle idee politiche del governo fascista. In seguito all'appello del governo di abbassare i prezzi di cessione dei beni di prima necessità, le calzature del Borri videro un calo del prezzo alla clientela pari al 6%.
Nel 1929 il ministro delle corporazioni Giuseppe Bottai fece visita alla città di Busto Arsizio per l'inaugurazione del monumento equestre a Enrico dell'Acqua. In quell'occasione fece visita al Cotonificio Bustese, alla Tessitura Venzaghi e al Calzaturificio Borri.
Il prestigio del calzaturificio crebbe negli anni 1950 fino a raggiungere il suo culmine negli anni 1970. In questo decennio fu introdotta la produzione delle scarpe Pelle di Jeans, con le quali il Calzaturificio Borri fece le sue ultime campagne pubblicitarie. Da qui iniziò il declino dell'azienda, che arrivò alla chiusura nel 1990.
Nel 2016, Coop Lombardia ha inviato al comune di Busto Arsizio una richiesta per poter realizzare una supermercato nella parte del Calzaturificio di proprietà privata, dove nel febbraio dello stesso anno sono iniziate le prime demolizioni.
Dopo la costruzione del supermercato, nel 2020 sono stati effettuati alcuni interventi conservativi per preservare il tetto e la facciata dell'edificio storico, che rimane però in disuso e in uno stato di semi-abbandono. Un progetto di recupero della struttura nell'ambito del PNRR, precedentemente approvato dal Comune, è stato annullato nel 2024. L'intervento è stato successivamente rimodulato e riprogrammato.

## Architettura

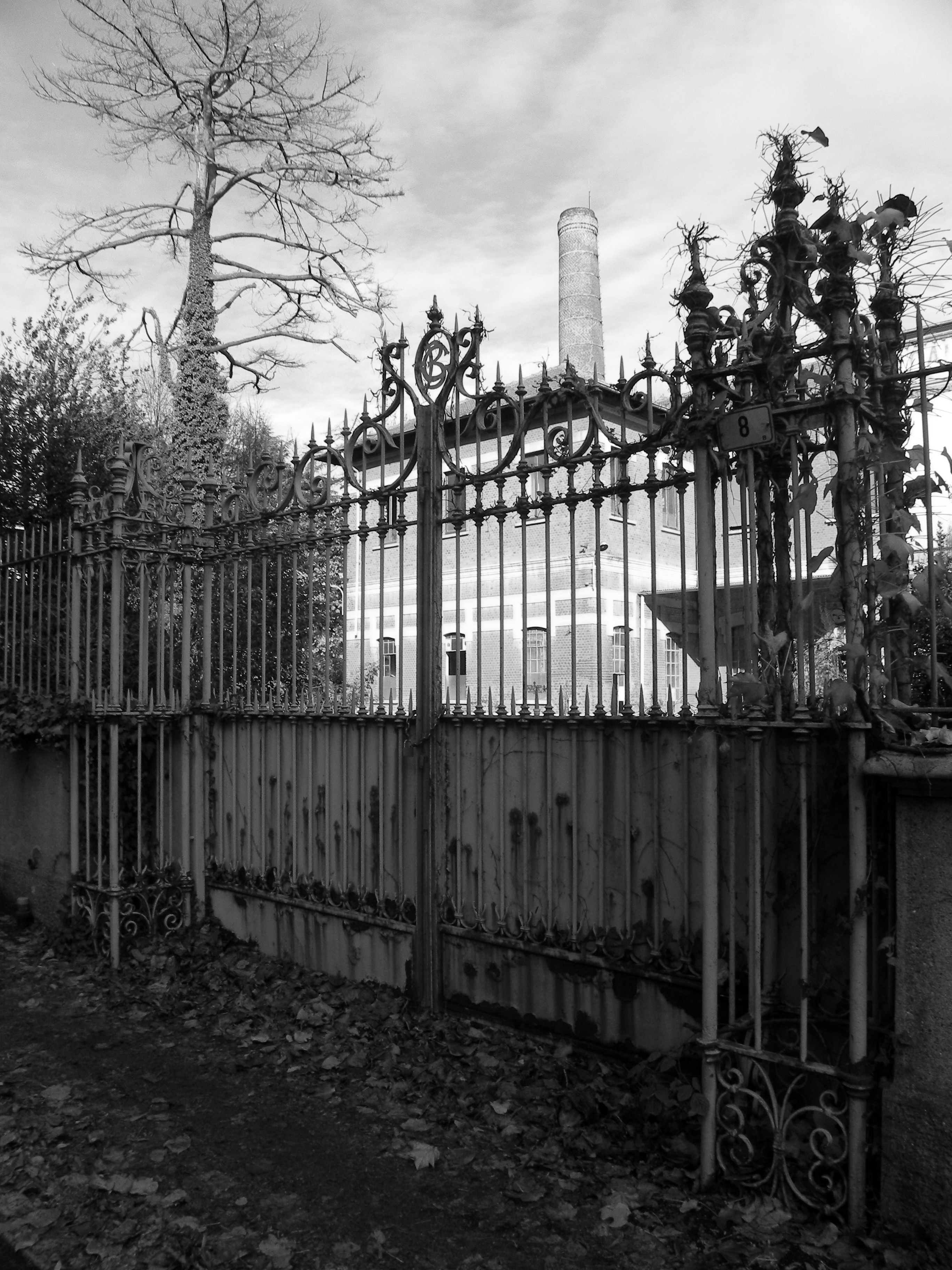
Il cancello del calzaturificio nel 2015

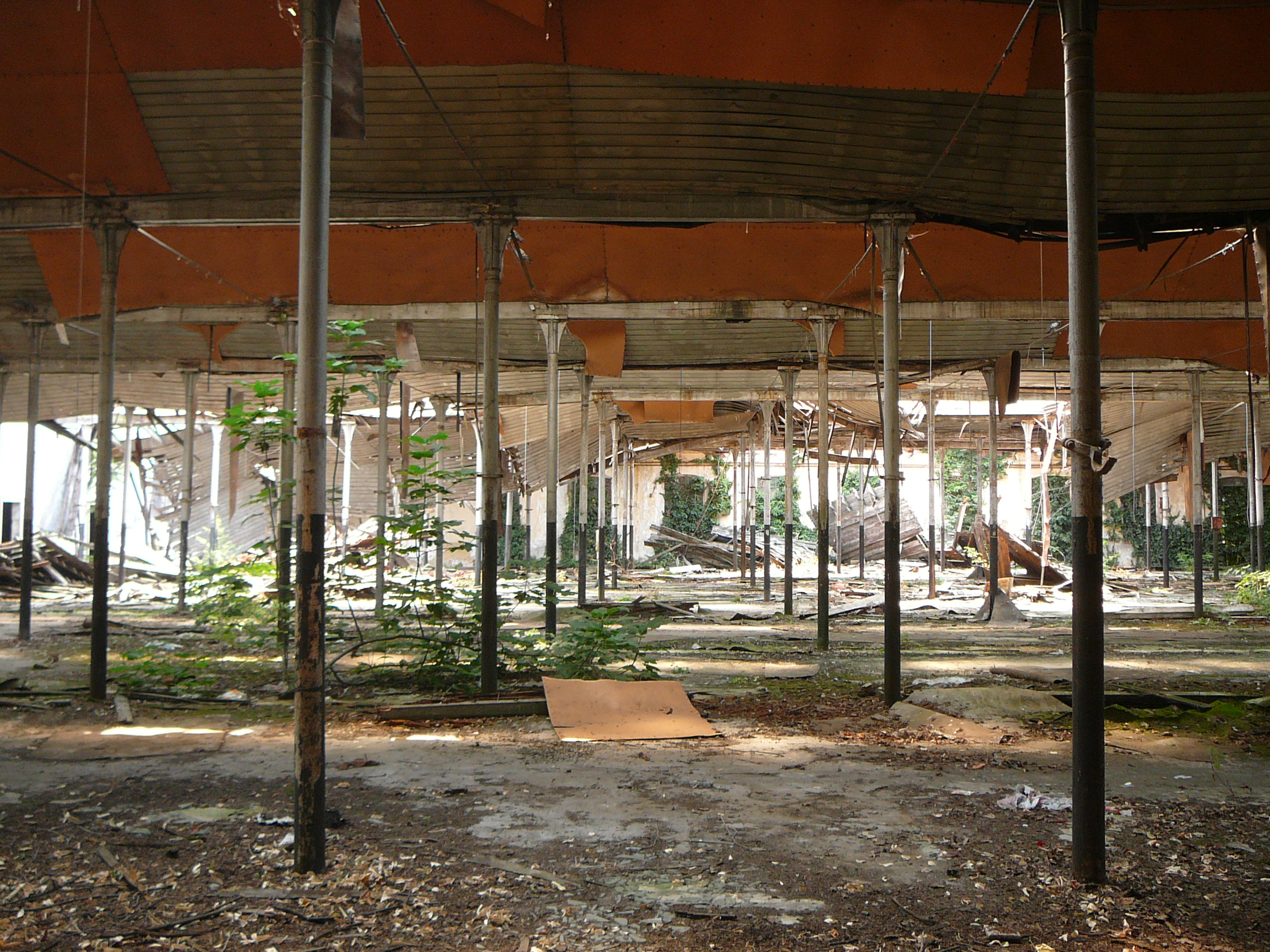
Interno dell'ex calzaturificio Giuseppe Borri

Lo stabilimento del Calzaturificio Borri si trova in viale Duca d'Aosta a Busto Arsizio, alle spalle di Palazzo Gilardoni, sede del municipio. All'epoca della costruzione del calzaturificio progettato dall'architetto Camillo Crespi Balbi, il viale era sede di un tratto della ferrovia Domodossola-Milano, il che permetteva di avere accesso diretto al trasporto su rotaia.
L'edificio, che riprende i modi tipici dell'eclettismo architettonico lombardo di inizio novecento, ha una pianta a forma di "C" simmetrica ed è realizzato in mattoni a vista. Alle spalle di questo corpo di facciata si trovano i capannoni dove avvenivano le varie fasi di produzione dell'azienda. Gli uffici erano collocati in una villa esterna all'edificio principale.
Dopo la chiusura dell'azienda, avvenuta nel 1990, l'edificio è rimasto in stato di abbandono. Nel 2001 è stato acquistato dal comune di Busto Arsizio per la somma di 8 miliardi di lire.

## Premi e riconoscimenti
- Medaglia d'oro della Galleria del lavoro (Expo 1906)
- Medaglia d'argento della Galleria dei Trasporti (Expo 1906)
- Grande medaglia d'oro e diploma al Concorso al merito industriale (1908)